# Критерій стійкості Найквіста

Критерій стійкості Найквіста — один із способів аналізу лінійної стаціонарної динамічної системи на стійкість. Поряд з критерієм стійкості Михайлова є представником сімейства частотних критеріїв стійкості, на відміну від алгебраїчних критеріїв, таких як критерій стійкості Рауса та критерій стійкості Гурвіца.
Крите́рій На́йквіста: якщо система автоматичного управління стійка в розімкненому стані, то для її стійкості в замкненому стані необхідно і достатньо, щоб АФЧХ розімкненої системи W(jw) при зміні w від нуля до нескінченності не охоплювала точку з координатами (-1; j0) комплексної площини.
При використанні даного критерію необхідно побудувати годограф Найквіста (амплітудно-фазова частотна характеристика) розімкненої системи і пересвідчитися, що годограф не охоплює точку з координатами (-1; j0).